# Joseph Douillet
Joseph Douillet, né en 1878 et mort le 17 juillet 1954, est un diplomate belge actif en Union soviétique. Il est connu comme l'auteur de Moscou sans voiles : Neuf ans de travail au pays des Soviets, publié en 1928, critique sévère du communisme soviétique, qui exerça une grande influence la bande dessinée d'Hergé, Tintin au pays des Soviets.

## Biographie
Joseph Douillet vit en Russie de 1891 à 1926, où il est consul de Belgique à Rostov-sur-le-Don. On a dit de lui qu'il « avait passé si longtemps dans le pays qu'il en était devenu presque plus russe que belge ». Au printemps 1927, après quatre mois d'emprisonnement par la Guépéou, il est expulsé d'URSS comme étranger indésirable.
En 1928, il publie un livre Moscou sans voiles : Neuf ans de travail au pays des Soviets, qui condamne le régime bolchevique.
À la fin des années 1920, il fonde le Centre international de lutte active contre le communisme (CILACC), un groupe anticommuniste.
Joseph Douillet meurt en 1954.

## Moscou sans voileset influence surTintin au pays des Soviets
Publié en 1928, Moscou sans voiles : Neuf ans de travail au pays des Soviets est un livre qui condamne le régime bolchevique. En effet, la première partie du livre de Douillet s'intitule Comment le paradis rouge est dépeint, et regorge d'exemples de la manière dont les visiteurs étrangers sont trompés.

Une autre partie du livre raconte la violence utilisée pour contraindre une assemblée à accepter le régime communiste lors d'une élection. On voit le camarade communiste Oublykone (qui démissionne de la présidence) prononcer un discours. 

« Voici en quels termes il apostropha la foule :
Trois listes sont en présence : l’une est celle du parti communiste. Que ceux qui s’opposent à cette liste lèvent les mains !
Simultanément, Oublykone et ses quatre collègues sortirent leur revolvers et dévisagèrent la foule des paysans, l’arme menaçante au poing. Oublykone continua :
Qui donc se déclare contre cette liste ? personne ? je déclare que la liste communiste passe à l’unanimité. »

Certains épisodes spécifiques du livre de Douillet sont inclus par Hergé dans Tintin au pays des Soviets, y compris les élections forcées décrites ci-dessus, imitant le récit de Douillet sur Oublykone, et de fausses usines faites pour tromper les visiteurs étrangers (des communistes anglais dans Tintin),.
« Dans l'histoire d'Hergé, Tintin regarde des communistes anglais visiter des usines en activité, qui sont en fait des décors de théâtre : "Et c'est ainsi que ces Soviétiques trompent les gens qui croient encore au paradis rouge". »
Hergé a également inclus un incident illustrant la réquisition par l'État du grain des koulaks. Des événements similaires se sont produits sous le communisme de guerre et plus tard lors de la campagne de dékoulakisation, pendant la collectivisation.
C'est l'abbé Norbert Wallez, éditeur du Petit Vingtième, qui avait confié à Hergé le livre de Douillet à étudier pour créer Tintin au Pays des Soviets. C'était le seul livre sur lequel Hergé s'était appuyé pour écrire cette histoire.
Douillet a dépeint les communistes en URSS sous un jour très négatif et cela a influencé la représentation des communistes dans le livre d'Hergé. Moscou sans voiles est très critique à l'égard du régime soviétique, bien qu'Hergé l'ait contextualisé en notant qu'en Belgique, à l'époque une nation catholique fervente, « tout ce qui est bolchevique était athée ».
Hergé a par la suite rejeté les échecs de cette première histoire comme une « transgression de ma jeunesse ». En 1999, une partie de cette présentation était notée comme beaucoup plus raisonnable, The Economist publiant : « Rétrospectivement, cependant, le pays de la faim et de la tyrannie peint par Hergé était étrangement exact ».